# Stéphane Diagana
Stéphane Diagana (født 23. juli 1969 i Saint-Affrique, Frankrig) er en pensioneret fransk atletikudøver (sprinter/hækkeløber), der vandt guld i 400 meter hæk ved både VM i Athen 1997 og EM i München i 2002. På samme distance vandt han sølv ved VM i 1999 i Sevilla og bronze ved VM 1995 i Göteborg.
Diagana var desuden en del af det franske stafethold der på hjemmebane vandt guld i 4 x 400 meter ved VM i Paris i 2003.